# لايلي غرين
لايلي غرين هو لاعب كرة القدم الكندية كندي، ولد في 4 فبراير 1976 في كيتشنر في كندا.